# Alexander von Graevenitz (Mikrobiologe)
Alexander Wilhelm Carlo von Graevenitz (* 8. November 1932 in Leipzig) ist ein deutscher Arzt und Mikrobiologe.

## Leben
Er entstammt dem altmärkischen Uradel Graevenitz und lernte an der Thomasschule zu Leipzig. Von Graevenitz studierte von 1950 bis 1955 Medizin an der Eberhard Karls Universität Tübingen, der Universität Hamburg und der Rheinischen Friedrich-Wilhelms-Universität Bonn und promovierte 1956 zum Dr. med.
Von 1963 bis 1969 war er Assistant Professor, von 1969 bis 1973 Associate Professor und ab 1973 ordentlicher Professor am Laboratory Medicine der Yale University und Direktor des Clinical Microbiology Laboratorys des Yale-New Haven Hospitals in New Haven, Connecticut. Von 1980 bis 2000 war er Professor für Medizinische Mikrobiologie (Bakteriologie und Mykologie) und Direktor des Institutes für Medizinische Mikrobiologie an der Universität Zürich. Er ist Mitglied der American Society for Microbiology, der Schweizerischen Gesellschaft für Mikrobiologie und seit 1994 der Deutschen Akademie der Naturforscher Leopoldina. Außerdem ist er Mitglied des Wilhelm-Röpke-Instituts.
Zusammen mit Guido Funke und weiteren Mitarbeitern beschrieb von Graevenitz mehrere neue Bakterienarten.